# 深紫
深紫（ふかむらさき、こきむらさき）は色の一種で、濃い紫色である。黒紫（くろむらさき）とも書く。それぞれ、浅紫、赤紫と対になる語である。平安時代から濃き紫の意味で「こきむらさき」と呼ばれるようになり、単に深（こき）、深色（こきいろ）とも呼ばれた。古代の日本で高貴な色とされた。

## 古代日本の服制における深紫
日本の服制で深紫が現われるのは、大化3年（647年）制定の七色十三階冠である。これに先立つ推古天皇11年12月5日（604年1月11日）の冠位十二階で、大徳の冠の色を深紫とする説も行なわれているが、それは七色十三階冠からの類推で、格別の証拠はない。服制において紫を深紫と浅紫に分けるのは日本だけで、同時期の隋・唐・新羅などにはない。
七色十三階冠では、大織・小織・大繡・小繡という上位4つの冠位について、深紫の服を用いるよう定めた。服色は大化5年（649年）の冠位十九階、天智天皇3年（664年）の冠位二十六階にも踏襲されたと考えられる。ただ大繡・小繡の冠位名は天智3年にそれぞれ大縫・小縫と変更になった。冠の色は不明である。
天武天皇14年（685年）1月21日に冠位の名を一新した冠位四十八階では、7月21日に正位の朝服を深紫とした。皇族の浄位が着る朱華に次ぎ、臣下では最高である。ただ、天武天皇の時代には全体的に冠位が低く抑えられており、正位の人はいなかった。
持統天皇4年（690年）4月の改訂で朱華がなくなり、黒紫は浄大壱から浄広弐までという皇族の上層に限られた。黒紫は名が異なるだけで深紫と同じ色とされる。太政大臣の高市皇子など、皇子数名に限られた高貴な色である。
大宝元年（701年）制定の大宝令は、親王と、一位の諸王・諸臣の服を黒紫と定めた。この区分は養老令でも踏襲され、ただ名称が深紫に改められた。諸王というのは親王を除く皇族で、親王を一世と数えて四世までの者、諸臣は皇族以外の者である。天皇の白と皇太子の黄丹に次ぐ色で、臣下として望みうる最高の色である。
時代は下るが『延喜式』は染色用の材料を規定している。それによると深紫の綾一匹の原材料は、紫草（ムラサキ）30斤、酢2升、灰2石、薪360斤である。帛や羅を作る場合、他の原材料は同じで酢を1升にした。これに対して浅紫で用いる紫草は5斤で、この差が色の違いとなる。

### 深紫・黒紫を服色とする冠位・位階
- 七色十三階冠・冠位十九階・冠位二十六階。647年から685年
  - 大織・小織・大繡・小繡

- 冠位四十八階。685年から690年
  - 臣下の正大壱、正広壱、正大弐、正広弐、正大参、正広参、正大肆、正広肆

- 冠位四十八階。690年から701年
  - 皇族の浄大壱、浄広壱、浄大弐、浄広弐

- 大宝令・養老令。701年以降
  - 親王の一品・二品・三品・四品
  - 諸王の正一位・従一位
  - 諸臣の正一位・従一位